# Gwangju
Gwangju (em Coreano: 광주; 光州) ou Kwangju é uma cidade da Coreia do Sul situada no sudoeste do país. Constitui uma cidade metropolitana (ver Subdivisões da Coreia do Sul), pelo que o seu nome completo é Cidade Metropolitana de Gwangju (광주광역시; 光州廣域市; Gwangju Gwangyeoksi). O nome Kwangju vem da anterior forma de transliteração (sistema de McCune-Reischauer): Kwangju Kwangyŏksi.
A cidade tem cerca de 1,5 milhões de habitantes, e uma área de 501,36 km². Era até 2005 a capital da província de Jeolla Sul (전라남도; 全羅南道; Jeollanam-do), quando a sede da província foi transferida para a cidade de Namak.
Gwangju foi fundada em 57 a.C. e é desde então um centro comercial e administrativo. Com a construção de um caminho-de-ferro para Seul (서울; Seoul) em 1914, a indústria moderna começou a instalar-se na cidade, incluindo têxteis, arrozeira e cervejeira. A construção de uma zona industrial em 1967 resultou num forte crescimento, em especial no sector automóvel.
Em 1980, a cidade foi palco de violentos confrontos entre exército e polícia contra cidadãos que protestavam contra o governo, tendo morrido dezenas de pessoas no que ficou conhecido como Massacre de Gwangju.

## Cidades-irmãs
- Tainan, República da China (1968)
- San Antonio, Estados Unidos (1981)
- Cantão, República Popular da China (1996)
- Medan, Indonésia (1997)
- Sendai, Japão (2002)
- Maceió, Brasil (2009)

## Divisões administrativas
| Mapa                                     | Nome   | Hangul | Hanja |
| ---------------------------------------- | ------ | ------ | ----- |
| Buk-gu Dong-gu Gwangsan-gu Nam-gu Seo-gu |        |        |       |
| Gu (Districts)                           |        |        |       |
| Buk-gu                                   | 북구   | 北區   |       |
| Dong-gu                                  | 동구   | 東區   |       |
| Gwangsan-gu                              | 광산구 | 光山區 |       |
| Nam-gu                                   | 남구   | 南區   |       |
| Seo-gu                                   | 서구   | 西區   |       |